# Red Fields
Pour plus de détails, voir Fiche technique et Distribution.
Red Fields est un film israélo-germano-luxembourgeois réalisé par Keren Yedaya et sorti en 2019.

## Fiche technique
- Titre : Red Fields
- Réalisation : Keren Yedaya
- Scénario : Keren Yedaya et Hillel Mittelpunkt, d'après son « opéra rock culte et antimilitariste des années 1980 »[1]
- Costumes : Rachel Ben Dahan
- Photographie : Laurent Brunet
- Montage : Sari Ezouz-Berger
- Musique : Dudu Tassa, Nir Maimon, Ehud Banai et Yossi Mar-Haim
- Son : Tuli Chen et Itzik Cohen
- Sociétés de production : Transfax Film Productions - Amour Fou Luxembourg - Riva Filmproduktion - United King Films
- Pays de production :  Israël -  Allemagne -  Luxembourg
- Durée : 93 minutes
- Dates de sortie :
  - France : 19 octobre 2019 (Festival du cinéma méditerranéen de Montpellier)[2]
  - Israël : 12 mars 2020[3]

## Distribution
- Neta Elkayam : Mamy
- Ami Abu : Nissim
- Riki Gal : Batia
- Yuval Banai : Yaki
- Riyad Sliman : Abed

## Distinctions

### Récompenses
(Source : Imdb)
- Meilleure photographie / Meilleure musique au Festival international du film de Jérusalem 2019
- Meilleure musique / Meilleur son aux Israeli Film Academy Awards 2019

### Sélections
- Festival international du film de Toronto (TIFF) 2019[4]
- Festival du cinéma méditerranéen de Montpellier 2019[5]
- Festival international du film de Genève (GIFF) 2019[6]
- Festival du film de Hambourg 2019[7]